# Fergus Pragnell
Fergus Pragnell (17 de septiembre de 1985) es un deportista australiano que compitió en remo. Ganó dos medallas de bronce en el Campeonato Mundial de Remo, en los años 2008 y 2014.

## Palmarés internacional
| Campeonato Mundial | Campeonato Mundial       | Campeonato Mundial | Campeonato Mundial |
| Año                | Lugar                    | Medalla            | Prueba             |
| ------------------ | ------------------------ | ------------------ | ------------------ |
| 2008               | Ottensheim (Austria)     | Medalla de bronce  | Dos con timonel    |
| 2014               | Ámsterdam (Países Bajos) | Medalla de bronce  | Cuatro sin timonel |